# ファントマ
ファントマ（フランス語: Fantômas）は、フランスのピエール・スーヴェストルとマルセル・アラン共作による小説シリーズ。1911年から13年まで32作が書かれて圧倒的な人気を受け、1914年のスーヴェストルの死後は、1926年からアランが単独で執筆して10作が書かれた。1930年代まで映画、ラジオなどで広く取り上げられ、1960年代に映画化されたものも有名。

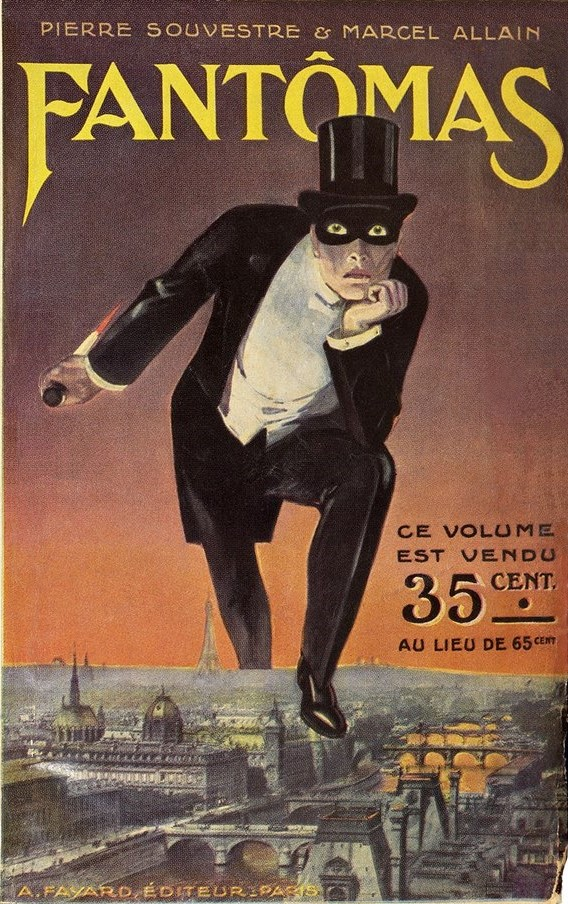
ファントマ第1巻(1911)の表紙。匿名画家による（以降の巻ではGino Starace画）。

## 歴史

### 現代のアエネーイス（小説シリーズのヒット）
ファントマはフランスの大衆文学の中で最も印象的な作品の一つで、「ロカンボール」「ボッツォ・コロナ大佐」「ジゴマ」「オペラ座の怪人」「アルセーヌ・ルパン」といった犯罪の天才の系列だが、恐怖や暗さは無い。
マルセル・アラン（1885年9月15日-1969年8月25日）は、パリ大学法科卒業後に自動車のセールスマンなどをしていたが、1904年に『プチ・パリジャン』紙に小説が掲載されて、人気作家のピエール・スーヴェルトル（1874年6月1日-1914年2月26日）に知り合う。アランはスーヴェルトルの秘書となり、その後共作者として2作の小説を執筆し、次いで1910年にファントマの執筆を開始して、1911年2月からフェイヤード社から刊行した。
アランによると、この小説は彼とスーヴェストルによってディクタフォン（ボイスレコーダー）で口述された。この方法により（シュルレアリスムの自動筆記を連想させる）、（アンチ）ヒーローによる複雑怪奇な陰謀というだけでなく、当時の最新テクノロジー（自動車、列車、船、1960年代にはロケット）によるカーチェイスといった奔放なスタイルを挿入し、詩的なファンタジーの雰囲気を生み出した。
そしてファントマは、ベル・エポックのパリの社会、19世紀の小説（ウージェーヌ・シューなど）、ヨーロッパの都市ジャングルでデュマのモヒカンを受け継ぐパリのアパッシュとともに現代の読者の前に復活した。その後には20数カ国に翻訳されている。

### 文学から映画の成功へ
覆面盗賊は発表されるや凱歌を上げ、大衆だけでなく文学者や芸術家にも愛好された。ブレーズ・サンドラールはギヨーム・アポリネールの『レ・ソワレ・ドゥ・パリ』誌に「ファントマは現代のアエネーイスである」と書いた。アポリネール、マックス・ジャコブ、ロベール・デスノス、ジャン・コクトー、シドニー＝ガブリエル・コレットや、ルイ・アラゴンなどシュルレアリスト達が競って、黒タイツ（夜の悪事の定番）と黒の狼マスク、燕尾服にシルクハットを纏い、血濡れのナイフをかざしてパリを股にかける犯罪者（第1巻の有名なカバーで、錠剤の広告に触発されて繰り返された）を讃えた。
ファントマは今日では、映画三部作のジャン・マレーとルイ・ド・フュネスによる冒険コメディーを通した一般的なイメージでよく知られている。しかし映画での、盗賊の蒼いマスクと技術装置（空飛ぶシトロエン・DSなど）、曖昧なファンドールとヒステリックで不器用なジューヴ（マスクをしたファントマとジャーナリストのファンドールの2役を同じ俳優ジャン・マレーが演じていた）は、スーヴェストルとアランの小説の設定である、変装した主役のただ一つの本当の性癖とは違っていた。ルイ・ド・フュネスの1964年を境とする大ヒットにより、映画第2作と第3作では明らかにルイ・ド・フュネスの演じるジューヴが主役となり、ジャン・マレー演ずるうちのファンドールは単なる脇役となっている。もちろん同じくマレーの演じるファントマが最大の敵役として描かれることには変わりない。なお、映画内では「ファントマス」と発音される。
ライバルのアルセーヌ・ルパンとは違い、発表以来様々に脚色されたプロジェクトである。原作及び1910年代の無声映画のトーンに忠実に作られた、1970年代のクロード・シャブロルとフアン·ブニュエルによる、ファントマ役のヘルムート・バーガー、ジャック・デュフィロ(Jacques Dufilho)、ゲイル・ハニカットはテレビ・シリーズとして成功。しかしながら、制作したフランスと西ドイツ以外の、東側の国々を含む欧米各国で放映されたにもかかわらず、定着した「ファントマ=1960年代のコメディー映画シリーズ」の印象を覆すまでには至らなかった。2000年代にリメイクが計画された際にも、内容は1960年代のコメディー路線を取る予定であった。

## 登場人物
ファントマ
犯罪の天才。作品によって「怪盗」「怪人」「魔人」など訳される。「あらゆる物と人のマスター」「拷問者」「理解不能」などとも呼ばれる。正体は不明。
ジューヴ
パリ警察の警部。
ジェローム・ファンドール
「キャピタル」紙の新聞記者。本名はシャルル・ランベール。
ヘレン
ファンドールの婚約者。
モード・ベルサム
殺されたベルサム卿の夫人。

## 小説シリーズ

### ピエール・スーヴェストル、マルセル・アラン共作
※括弧内のタイトルは要約版のタイトル。
- 01. Fantômas （1911年） - 邦題『ファントマ』
- 02. Juve contre Fantômas （1911年） - 邦題『ファントマ対ジューヴ警部』
- 03. Le Mort qui tue （1911年、Fantômas se venge, 1932年） - 邦題『ファントマの逆襲』
- 04. L'Agent secret （1911年、Une Ruse de Fantômas, 1932年）
- 05. Un Roi prisonnier de Fantômas （1911年）
- 06. Le Policier apache （1911年、Le Policier… Fantômas, 1932年）
- 07. Le Pendu de Londres （1911年、Aux Mains de Fantômas, 1932年）
- 08. La Fille de Fantômas （1911年）
- 09. Le Fiacre de nuit （1911年、Le Fiacre de Fantômas, 1932年）
- 10. La Main coupée （1911年、Fantômas à Monaco, 1932年）
- 11. L'Arrestation de Fantômas （1911年）
- 12. Le Magistrat cambrioleur （1912年、Le Juge Fantômas, 1933年）
- 13. La Livrée du crime （1912年、La Livrée de Fantômas, 1933年）
- 14. La Mort de Juve （1912年、Fantômas tue Juve, 1934年）
- 15. L'Évadée de Saint-Lazare （1912年、Fantômas roi du crime, 1933年）
- 16. La Disparition de Fandor （1912年、Fandor contre Fantômas, 1933年）
- 17. Le Mariage de Fantômas （1912年）
- 18. L'Assassin de Lady Beltham （1912年、Les Amours de Fantômas, 1933年）
- 19. La Guêpe rouge （1912年、Un défi de Fantômas, 1933年）
- 20. Les Souliers du mort （1912年、Fantômas rôde, 1933年）
- 21. Le Train perdu （1912年、Le Train de Fantômas, 1933年）
- 22. Les Amours d'un prince （1912年、Fantômas s'amuse, 1933年）
- 23. Le Bouquet tragique （1912年、Le Bouquet de Fantômas, 1934年）
- 24. Le Jockey masqué （1913年、Fantômas roi du turf !, 1934年）
- 25. Le Cercueil vide （1913年、Le cercueil de Fantômas, 1934年）
- 26. Le Faiseur de reines （1913年、Fantômas contre l'amour, 1934年）
- 27. Le Cadavre géant （1913年、Le spectre de Fantômas, 1934年）
- 28. Le Voleur d'or （1913年、Prisonnier de Fantômas, 1934年）
- 29. La Série rouge （1913年、Fantômas s'évade, 1934年）
- 30. L'Hôtel du crime （1913年、Fantômas accuse, 1934年）
- 31. La Cravate de chanvre （1913年、Le domestique de Fantômas, 1934年）
- 32. La Fin de Fantômas （1913年、Fantômas est-il mort ?, 1934年）

### マルセル・アラン作
マルセル・アランは1926年から単独で執筆を開始する。このシリーズはArthème Fayard社から毎週16ページずつ発表された。新作は旧作より多くの業者で販売された。1932年には旧32作の要約版がタイトルに「Fantômas（ファントマ）」を含めるよう改題され出版された。
- 33. Est-il ressuscité ? （1926年）
- 34. Fantômas roi des receleurs （1926年）
- 35. Fantômas en danger （1926年）
- 36. Fantômas prend sa revanche （1926年）
- 37. Fantômas attaque Fandor （1926年）
- 38. Si c'était Fantômas ? （1933年）
- 39. Oui, c'est Fantômas !… （1934年）
- 40. Fantômas joue et gagne （1935年）
- 41. Fantômas rencontre l'amour （1946年）
- 42. Fantômas vole des blondes （1948年）
- 43. Fantômas mène le bal （1963年）

### オーディオブック
オーディオブックはHemix éditionsより販売された。
- Le Train perdu （2007年）
- Les Amours d'un prince （2007年）
- Le Bouquet tragique （2008年）
- Le Jockey masqué （2008年）

## 原作作品

### 映画
モノクロのサイレント版

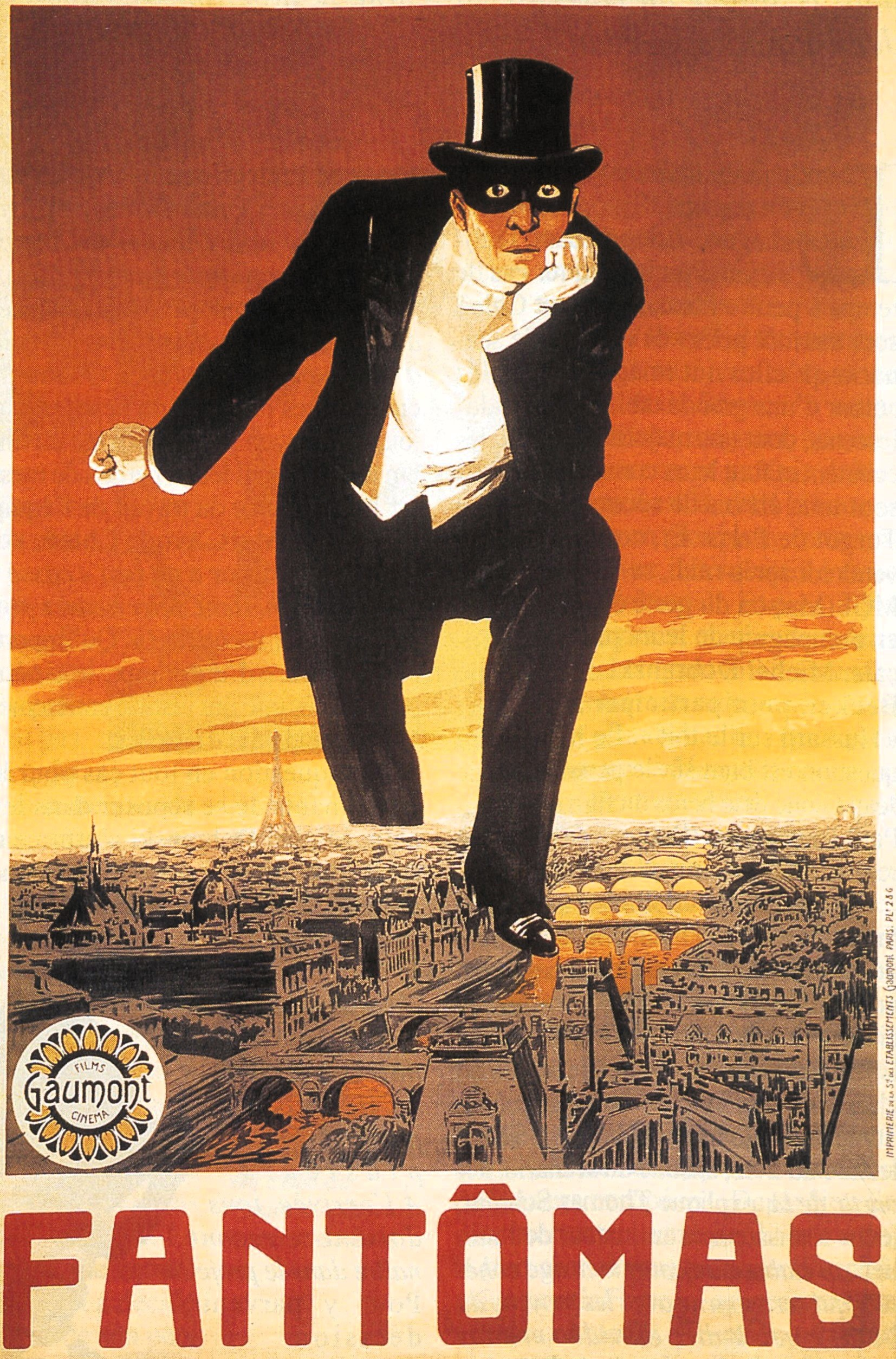
ゴーモン社フイヤード監督による最初の映画化(1913)のポスター。検閲を回避するために、単行本表紙の血の付いた短剣は描かれていない。

- 『ファントマ』Fantômas （1913年）原作『ファントマ』
- 『ファントマ対ジューヴ警部』 Juve contre Fantômas （1913年）原作 Juve contre Fantômas
- 『ファントマの逆襲』Le mort qui tue （1913年）原作 Le mort qui tue
- 『ファントマ対ファントマ』Fantômas contre Fantômas （1914年）原作 Le policier apache
- 『ファントマの偽判事』Le Faux Magistrat （1914年）原作 Le Magistrat cambrioleur

以上5作品は1913年から1914年にかけてフランスで製作されたシリーズ作品。
ルイ・フイヤード監督、ルネ・ナヴァール、ジョルジュ・メルシオール
- Fantômas （1920-21年）20世紀フォックス製作のアメリカ映画、全20話からなる連続活劇。エドワード·セジウィック監督。
- Monsieur Fantômas （1937年）エルンスト・モアマン(Ernst Moerman)監督（ベルギー）

モノクロのトーキー版
- Fantômas （1932年）Braunberger-Richebéスタジオ、パウル・フェヨス(Paul Fejos)監督
- Fantômas （1947年）ジャン・サシャ(Jean Sacha)監督
- Fantômas contre Fantômas （1949年）ロベルト・ヴェルネイ(Robert Vernay)監督

カラー版
- 『ファントマ/危機脱出』 Fantômas （1964年）
- 『ファントマ/電光石火』 Fantômas se déchaîne （1965年）
- 『ファントマ/ミサイル作戦』 Fantômas contre Scotland Yard （1967年）

以上3作品は1964年から1967年にかけてフランスで製作されたシリーズ作品。
アンドレ・ユヌベル監督、 ルイ・ド・フュネス、ジャン・マレー、ミレーヌ・ドモンジョ
- Fantômas 3D （2012年）クリストフ・ガンズ監督、ジャン・レノ[3]

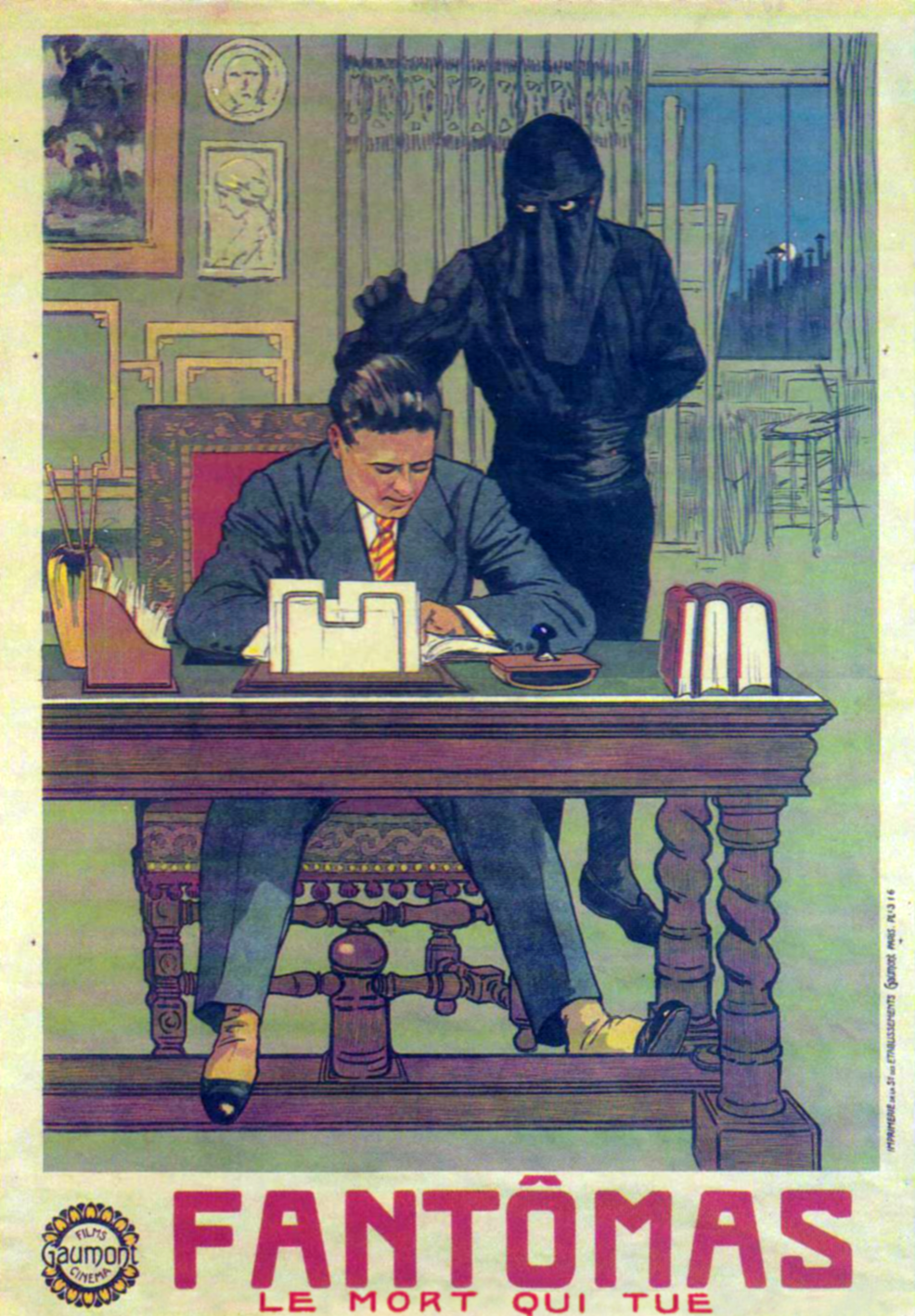
映画第3作「Le mort qui tue」(1913)のポスター。

### テレビドラマ
1979年にアンテンヌ2とドイツのハムスター・フィルムによって、ピエール・スーヴェストル、マルセル・アランによる32作をもとに、原作に忠実な内容で、4話各90分が製作された。クロード・ バルマ(Claude Barma)プロデュースで、脚本ベルナール・ルボン(Bernard Revon)、音楽はジョルジュ・ドルリュー、出演はファントマ役ヘルムート・バーガー、ジューヴ役ジャック・デュフィロ、ファンドール役ピエール·マレ(Pierre Malet)、ベルサム夫人役ゲイル・ハニカット。2009年にドイツのアリアス・エンターテインメント社から、2011年にフランス国立視聴覚研究所から"Les inédits fantastiques"コレクションとしてDVD化された。
- 1. L'Échafaud magique 、1980/10/4放送、クロード・シャブロル監督、第1作「ファントマ」が原作。
- 2. L'Étreinte du diable 、1980/10/11放送、フアン·ルイス・ブニュエル監督
- 3. Le mort qui tue 、1980/10/18放送、フアン·ルイス・ブニュエル監督、第3作Le mort qui tue原作
- 4. Le Tramway fantôme 、1980/10/25放送、クロード・シャブロル監督、第5作Un Roi prisonnier de Fantômas原作

### 漫画
- Fantomas 、1975年、フリオ・コルタサル、シナリオはアルフレッド・カルドナ・ペーニャ
- Fantômas contre les Nains 、1941年、アメリカンコミックス
- Fantômas 、1957-1958年、ピエール・タバリー(Pierre Tabary)作、オペラ・ムンディに192回連載
- Fantômas 、1962-63年、Del Duca作フォトストリー、1,2,3,5巻原作
- Fantômas 、1969年、Agnès Guilloteau作、Jacques Taillefer作画、オペラ・ムンディによって"Jours de France"誌に掲載。
- Fantômas 、1980年、: 漫画雑誌『テレビ・ジュニア』(Télé Junior)に掲載。サシャ(Sacha)作、フリサノ・ピエール(Pierre Frisano)画。小説版のいくつかをまとめた、「神秘的な犯罪」「血まみれのトランク」「ジューブ対ファントマ」「影から来た殺人者」「赤いポートフォリオ」「かつてない皇帝」の6話。
- Fantômas 、1990-95年、Claude Lefrancq社（ベルギー）のBDétectivesコレクションで発表。リュック・デリッセ(Luc Dellisse)作、クロード・ラベルデュール(Claude Laverdure)画によるシリーズ。
- Fantômas 、2002-03年、Osmose Éditions掲載。ダミアン・キャビロン(Damien Cabiron)による全3巻「ベルサム夫人の二重夢」「楽園のファンドール」「雷を愛した女」。

ベノイト・プレテシレ(Benoît Preteseille)はファントマに関する2冊の著書「Fantômas, le Dernier Geste」（2008年）、「L'Art et le Sang」（2010年）がある。プレテシレのファントマは、オリジナルのファントマの生まれた古き良き時代、そして当時の大衆文学の中のホラーの形として、1960年代の映画（青い顔、黒のスーツ）から多くを借用している。このL'Art et le sangでは名前のファントマ、ジューヴ、ファンドール(Fantômas, Juve, Fandor)が、Fantamas, Juvet, Fandoreに置き換えられている。

### ラジオドラマ
- 『ファントマ』Fantômas 全60話、RTF放送、1946/11/12-47/1/17、ルネ・ギニャール(René Guignard)監督
- 『ファントマ』Fantômas 全256話、RTF放送、1973/5/8-74/8/16、クロード・ムルテ(Claude Mourthé)監督
- 『ファントマの最後』La Fin de Fantômas フランス文化放送、1984/5/8、アリエッティ・エイドリアン(Arlette Adrian), クロード・カルベス(Claude Calvez), アンナ・シーベルト(Anna Sibert), ジャン=ジャック・ビエルヌ(Jean-Jacques Vierne)監督
- 『ファントマの誕生』La Naissance de Fantômas 全10話、フランス文化放送、1991/5/13-24、クロード・ゲール(Claude Guerre)監督、『ファントマ』出版までのドラマ
- 『ファントマ』Fantômas フランス文化放送、1991年8月7日

### その他
- 『ファントマふたたび』Fantômas revient 2005年、16幕から成る演劇、ガボール・ラソフ作
- 『ファントマかな』Fantômas probablement 2008年、人形劇

## 影響

### 賛辞
- パブロ・ネルーダ（チリの詩人、Mémorial de l'Île Noire、1960-1963）「パチェコは夜、台所の火の側でファントマを音読する／剣や苦悩を語る言葉の武勇伝を聞きながら、私は眠ってしまう」
- Cindy『シンデレラ 2002』「俺はいつでもやり過ごしてきた／愛を返したことは無い／ある日はスーパーマン、またある日はファントマ／跡も残さず消えてゆく」
- ジャン・コクトー（Le Figaro littéraire, 1961）「ファントマは、秩序に反抗する本能と、危険をコントロールする知性という両極端の才能で私たちを魅了する。〜我々は、アルセーヌ・ルパン、ルレタビーユ、シェリ・ビビ達の墓を掘り返す。〜しかしファントマは、伝説の竜を殺した聖ジョージのように、マスクとマントでパリという怪物を倒そうとするウージェーヌ・ド・ラスティニャックも凌いでいる。」

### 後世
ファントマはシュルレアリストにも影響を与えてきた。ユーモア作家のピエール・アンリ・カミは『Spectras contre Loufock-Holmès』で、犯罪の大家と探偵の対決のパロディを想像している。ピエール・ダク(Pierre Dac)とフランシス・ブランシュ(Francis Blanche)のラジオドラマ『Signé Furax』では、犯罪の首謀者Edmond Furaxの悪事を語っている。
Diabolikは、1962年にイタリアのAngelaとLucianaのGiussani姉妹によって書かれた漫画シリーズで、プロの犯罪者Diabolikは、愛人のEva Kantを連れて冒険に挑む。彼は警察に雇われた検査官ギンコGinkoに追跡される。
ペイパーリンク（Fantomiald）は、ドナルドダックの分身のスーパーヒーローで、1969年にイタリアのグイド・マティナ(Guid Martina）とジョヴァン·バッティスタ·カルピ(Giovan Battista Carpi)に作られ、部分的にファントマに基づいている。その前身ファントミアス(Fantômias)は、ファントミアルド(Fantômiald)とも呼ばれ、ファントマとも名付けられる。
アンドレ·デルヴォー(André Delvaux)監督の映画『Rendez-vous à Bray』（1971年）では、ビュル・オジエ演じるオディールが、フイヤード版『ファントマ』の画面に驚くシーンがある。
マイク・パットンは1999年に参加したロックグループにファントマ(Fantômas)と名付けた。 スーベストルとアランの賛美者でもあるフイヤードとジョルジュ・フランジュの影響は、映画『Les Vampires』（1915年）、『Judex』（1963年）で、ミュジドラ(Musidora)やフランシーヌ・ベルジェ(Francine Bergé)の演じた女性的なシルエットの黒タイツのキャラクター、フィービー・デュプレイ(Phoebe Duprey)にも現れている。
マーベル・コミックの『ファントメックス』(Fantomex)は、2002年にグラント・モリスン(Grant Morrison)とイゴール・コーディ(Igor Kordey)によって、新X-メンとして描かれた。
1933年のロベール・デスノスによるラジオ番組『ファントマ哀歌』(La complainte de Fantômas)では、詩の合間に多くの俳優が盗賊のやられ役として登場した。

### 日本への紹介
日本ではまず最初の映画5作が、1915年（大正4年）に浅草の電気館にて以下の邦題で公開された。
- 『ファントマ/ベルタム事件』（『ファントマ』）
- 『ファントマ/不思議な指紋』（『ファントマ対ジューヴ警部』）
- 『ファントマ/黒衣の人』（『ファントマの逆襲』）
- 『ファントマ/仮面舞踏会』（『ファントマ対ファントマ』）
- 『ファントマ/偽りの長官』（『ファントマの偽判事』

この前に公開された『ジゴマ』のような大きな人気とはならなかったが、1917年に谷崎潤一郎の短篇「魔術師」では、Fantomasが「世界中の人間の好奇心を唆した」活動写真として言及されている。
1921年（大正10年）になって小説が翻訳され、以後以下が刊行されている。
- 『犯罪王対探偵王』Juve contre Fantômas 武田玉秋訳、紅玉堂、1921年（大正10年）
- 『謎の死美人』L'Assassin de Lady Beltham[7] 武田玉秋訳、紅玉堂、1921年（大正10年）
- 『幻の兇笑』Fantômas、松村博三訳、博文館（探偵傑作叢書）、1923年（大正12年）（1921年『新青年』に前半部分を連載後に単行本化、後半部分は訳されず）
- 『幻賊』Fantômas、田中早苗訳、白水社、1931年（昭和6年）
- 『新青年』版

1937年（昭和12年）に『ジゴマ』に続いて別冊付録として久生十蘭によって翻訳され、博文館文庫として単行本化。十蘭がこの後に執筆した長篇小説『魔都』の冒頭部分は、ファントマ第5作Un Roi prisonnier de Fantômasに基づいている。
- 『ファントマ第一』Le Mort qui tue 久生十蘭訳、博文館、1937年（コーベブックス、1975年）
- 『ファントマ第二』Fantômas・Juve contre Fantômas 久生十蘭訳、博文館、1937年

- ハヤカワ文庫版
  - 『ファントマ』Fantômas 佐々木善郎訳、早川書房、1976年
  - 『ファントマ対ジューヴ警部』Juve contre Fantômas 佐々木善郎訳、早川書房、1978年
  - 『ファントマの逆襲』Fantômas se venge 佐々木善郎訳、早川書房、1978年

このほか、水谷準による翻案がある。水谷道夫名義で『翻倒馬殺人譜』として『朝日』1931年6月号 - 12月号に連載され、単行本への再録に際し『殺人狂想曲』と改題された。舞台は日本に移されており、登場人物も日本名となっているが、翻倒馬（ファントウマ）と什武（じゅうぶ）探偵は元の名のままとなっている。
- 水谷準『殺人狂想曲 他2編』春陽堂〈日本小説文庫〉、1932年8月。春陽堂書店〈春陽文庫〉、1995年9月。 ISBN 4-394-39201-2

### 注
1. ↑  当時の技術では数分程度しか録音できなかったため、数十のディスクを交換しながらの執筆はリズムを崩すだろうという指摘もある（「Le Rocambole」Fantômas centenaire「Le Rocambole」, 2011年）
2. ↑  同じ理由で映画版ではラストシーンも原作から変更されている。
3. ↑  « Fantômas est de retour ! », Allociné, jeudi 14 mai 2009.
4. ↑  『ファントマ　悪党的想像力』 赤塚敬子、2013年、風濤社、p338
5. ↑  Fantômas, le Dernier Geste sur krinein.com
6. ↑  Extraits de "L'Art et le Sang" sur le site de l'auteur de B.D. Benoît Preteseille
7. ↑  長谷部史親の推測による。（『欧米推理小説翻訳史』）
8. ↑  山前譲「早熟のロマンチスト・水谷準」『殺人狂想曲 他2編』春陽堂書店〈春陽文庫〉、1995年9月10日、3頁。ISBN 4-394-39201-2。